# Le Procès de l'année 1884
Le Procès de l’année 1884 (en russe : Delo o 1884 gode) est une nouvelle d’Anton Tchekhov, parue en 1885.

## Historique
Le Procès de l’année 1884 est initialement publié dans la revue russe Les Éclats, no 1, du 5 janvier 1885, sous le pseudonyme de L’Homme sans rate.  Aussi traduit en français sous le titre Bilan de l’année 1884.

## Résumé
Le tribunal est réuni depuis six jours pour juger l’année 1884. Celle-ci sent bien que l’affaire se présente mal. Elle admet que la situation économique ne s’est point améliorée, que l’industrie est dans le marasme, mais est-ce sa faute ? Avant elle, c’était 1883.
Sur la presse : « C’est la frousse qui prédomine et les talents ont sombré ». 
Le Président expulse l’année 1884, et le tribunal la condamne à la relégation au Léthé.

## Édition française
- Le Procès de l’année 1884, dans Œuvres de A.Tchekhov 1885, traduit par Édouard Parayre, Les Éditeurs Français Réunis, 1955, numéro d’éditeur 431.